# Figueira (Penafiel)
Figueira é uma povoação portuguesa do Município de Penafiel que foi sede da extinta Freguesia de Figueira, freguesia que tinha 6,35 km² de área e 406 habitantes (2011), e, por isso, uma densidade populacional de 63,9 hab/km².
A Freguesia de Figueira foi extinta (agregada) pela reorganização administrativa de 2012/2013, tendo o seu território sido agregado ao da Freguesia de Lagares para criar a União das Freguesias de Lagares e Figueira.

## População
| População da freguesia de Figueira | População da freguesia de Figueira | População da freguesia de Figueira | População da freguesia de Figueira | População da freguesia de Figueira | População da freguesia de Figueira | População da freguesia de Figueira | População da freguesia de Figueira | População da freguesia de Figueira | População da freguesia de Figueira | População da freguesia de Figueira | População da freguesia de Figueira | População da freguesia de Figueira | População da freguesia de Figueira | População da freguesia de Figueira |
| ---------------------------------- | ---------------------------------- | ---------------------------------- | ---------------------------------- | ---------------------------------- | ---------------------------------- | ---------------------------------- | ---------------------------------- | ---------------------------------- | ---------------------------------- | ---------------------------------- | ---------------------------------- | ---------------------------------- | ---------------------------------- | ---------------------------------- |
| 1864                               | 1878                               | 1890                               | 1900                               | 1911                               | 1920                               | 1930                               | 1940                               | 1950                               | 1960                               | 1970                               | 1981                               | 1991                               | 2001                               | 2011                               |
| 217                                | 216                                | 242                                | 263                                | 252                                | 243                                | 244                                | 284                                | 272                                | 281                                | 341                                | 337                                | 326                                | 351                                | 406                                |

| Distribuição da População por Grupos Etários | Distribuição da População por Grupos Etários | Distribuição da População por Grupos Etários | Distribuição da População por Grupos Etários | Distribuição da População por Grupos Etários | Distribuição da População por Grupos Etários | Distribuição da População por Grupos Etários | Distribuição da População por Grupos Etários | Distribuição da População por Grupos Etários | Distribuição da População por Grupos Etários |
| -------------------------------------------- | -------------------------------------------- | -------------------------------------------- | -------------------------------------------- | -------------------------------------------- | -------------------------------------------- | -------------------------------------------- | -------------------------------------------- | -------------------------------------------- | -------------------------------------------- |
| Ano                                          | 0-14 Anos                                    | 15-24 Anos                                   | 25-64 Anos                                   | > 65 Anos                                    |                                              | 0-14 Anos                                    | 15-24 Anos                                   | 25-64 Anos                                   | > 65 Anos                                    |
| 2001                                         | 81                                           | 47                                           | 184                                          | 39                                           |                                              | 23,1%                                        | 13,4%                                        | 52,4%                                        | 11,1%                                        |
| 2011                                         | 94                                           | 50                                           | 207                                          | 55                                           |                                              | 23,2%                                        | 12,3%                                        | 51,0%                                        | 13,5%                                        |

Média do País no censo de 2001:  0/14 Anos-16,0%; 15/24 Anos-14,3%; 25/64 Anos-53,4%; 65 e mais Anos-16,4%
Média do País no censo de 2011:   0/14 Anos-14,9%; 15/24 Anos-10,9%; 25/64 Anos-55,2%; 65 e mais Anos-19,0%